# Göritz
Göritz es un municipio situado en el distrito de Uckermark, en el estado federado de Brandeburgo (Alemania), a una altitud de 40 metros. Su población a finales de 2016 era de 800 habs. y su densidad poblacional, 30 hab/km².
Se encuentra junto a la frontera con el estado de Mecklemburgo-Pomerania Occidental.